# Очёрский завод
Очёрский машиностроительный завод (Очёрский железоде́лательный заво́д до 1911 года) — машиностроительный завод в Прикамье, основанный в 1761 году.

## История

### XVIII век
Завод был построен графом Александром Сергеевичем Строгановым по указу императрицы Елизаветы Петровны от 9 июня 1759 года на реке Очёр, в 100 км к западу от Перми. Строительство началось в 1759 году, запуск в эксплуатацию состоялся в 1761 году в составе 2 кричных фабрик с 7 горнами и 7 молотами и кузницы с 3 обыкновенными и 2 якорными горнами. Заводская плотина имела длину 553,8 м, ширину у основания 36,2 м, высоту 25,6 м. Заводской пруд занимал площадь в 900 га. Чугун на передел доставлялся с Билимбаевского завода сплавом по реке Чусовой и Каме через Таборскую пристань. В первые годы на заводе работал 181 человек, вспомогательными работами занимались 2107 вотчинных крестьян Соликамского и Кунгурского уездов. В 1770 году завод произвёл 70 тыс. пудов железа.
В годы Крестьянской войны завод не пострадал, но с 4 января по 5 июля 1774 года простаивал. Часть оборотного капитала в размере 2277 рублей была выделена на военные нужды. В 1778 году были построены ещё 2 кричных фабрики. В 1780 году производство составило 63 тыс. пудов железа. К концу XVIII века на заводе функционировали 26 молотов, листокатальная и якорная машины.

### XIX век
В начале XIX века был модернизирован механизм подачи воздуха к горнам, а также установлены металлические водобойные колеса системы Понселе. В 1807 году было произведено 105,9 тыс. пудов кричного железа, в 1811 — 99,7 тыс. пудов (суммарно с близлежащим Павловским заводом).
В 1811 году завод перешёл в собственность П. А. Строганова, известного в якобинском клубе под псевдонимом «гражданин Очёр» (по названию посёлка). В 1813—1814 годах для увеличения уровня воды в заводском пруду по проекту местного мастера И. Ф. Бушуева был сооружён канал, соединяющий Чепцу и Очёр. Из-за ошибок в проектировании уровень воды в пруду почти не изменился, канал оказался неэффективным и был заброшен.
В 1815 году в новом корпусе завода был смонтирован прокатный стан для производства шинного и листового железа. За 1815 год совместно с Павловским заводом было произведено 98,6 тыс. пудов железа. В 1817 году Правительствующий сенат включил Очёрский завод в состав «Пермского нераздельного имения» Строгановых под управлением С. В. Строгановой. В 1817—1819 годах была проведена реконструкция ваграночного цеха, был построен новый литейный цех, производство достигало по 27 тыс. пудов в год полосового и резного железа и 14 тыс. пудов в год шинного. В 1835 году было запущено производство бытовых и художественных изделий из листового железа: столов, шкатулок, подносов. В 1840—1844 годах по проекту архитектора А. З. Комарова были построены каменные здания кричного, токарного, шинокатального цехов.
В 1845 году завод перешёл в собственность Н. П. и С. Г. Строгановых. В 1848 году был освоен контуазский способ производства железа. В 1859 на Очёрском и Павловском заводах работали 3 вагранки, 2 воздушных печи, 30 кричных горнов, 13 печей термообработки. Энергетическое хозяйство составляли 42 водяных колеса общей мощностью в 755 л. с. В 1859 года два завода произвели 26,4 тыс. пудов изделий из чугуна и 270,3 тыс. пудов кричного железа. В 1860—1861 годах на заводах работало 746 человек. В 1861 году два завода произвели 231,5 тыс. пудов железа, в 1861 году — 153,6 тыс. пудов. Бо́льшая часть готового железа производилась на Павловском заводе из полуфабрикатов Очёрского завода. В 1870 году было произведено 13,3 тыс. пудов сортового железа, 18,7 тыс. пудов чугунных изделий, 1,2 тыс. пудов железных изделий.
В 1880 году на заводе функционировали 6 пудлинговых и 3 сварочных печи, 5 кричных горнов. В начале 1880-х годов оборудование не обновлялось, завод испытывал нехватку оборотного капитала и заметно отставал от других уральских металлургических заводов. В 1882 году владельцем завода стал С. А. Строганов. В 1883 году на заводе проводились опыты по использованию нефтепродуктов в качестве смазки для сварочно-прокатной машины. В 1890 году токарь А. С. Тиунов смастерил небольшой пароход, в течение трёх лет курсировавший по заводскому пруду.

### XX век
В начале XX века на заводе существовало 9 устаревших пудлинговых печей (действовала лишь часть), сохранился неэффективный кричный способ производства железа. Качество производимого железа было низким. Завод не выдерживал конкуренцию с более передовыми предприятиями. Проект строительства мартеновских печей не был принят из-за высоких накладных расходов при транспортировке сырья и готовой продукции. Из-за общего кризиса в отрасли в октябре 1909 года С. А. Строганов официально объявил о грядущем в 1910 году закрытии Очёрского, Павловского и Кыновского заводов. После выработки остатков чугуна и топлива Очёрский завод был остановлен 22 мая 1911 года.
В 1913 году корпуса Очёрского завода арендовало Оханское земство, организовав «Литейно-механiческий заводъ „Тов-ва Козаковъ, Полюдовъ и Чудинов“».
1 октября 1922 года предприятие было переименовано в Государственный завод № 5 по выпуску сельхозтехники.

### XXI век
В 2011 году Очёрский машиностроительный завод отметил 250-летний юбилей.